# 秀丽真齿鳞虫
秀丽真齿鳞虫为蠕鳞虫科真齿鳞虫属的动物。舊屬新多齿鳞虫属（Neopolyodontes）原為該屬的模式種，本物種發現於中国大陆南沙群岛的大面和岛礁。

## 外部連結
- 維基物種上的相關：秀丽真齿鳞虫